# 菜食主義者 (小説)
『菜食主義者』（さいしょくしゅぎしゃ、채식주의자）とは、ハン・ガンの小説である。2007年に出版された。本作をもとに、イム・ウソン監督、チェ・ミンソ主演の映画『花を宿す女』が制作され、2010年に公開された。2024年時点で23か国語に翻訳されている。

## 内容
3つの中編「菜食主義者」「蒙古斑」「木の花火」で構成されている。
肉を食べなくなる女性、ヨンヘが主人公。ヨンへは幼い頃から父親の暴力に晒され、結婚後も夫の支配下で管理されてきた。そんなヨンヘはある日突然肉食を絶ち、拒食症となる。周りとのコミュニケーションも途絶するうち、ヨンヘは植物になることを夢想する。
なお、著者のハン・ガンは本作について「書くのに3年かかった。ある意味で、とてもつらい時期だった」「この世界はあまりに美しく、抱きしめたい。でもそこに暴力や苦痛があります。『菜食主義者』を書いた時は人間の暴力に対する問いがあり、一切の暴力を拒否することが可能なのかという問いもありました」と語っている。

## 評価

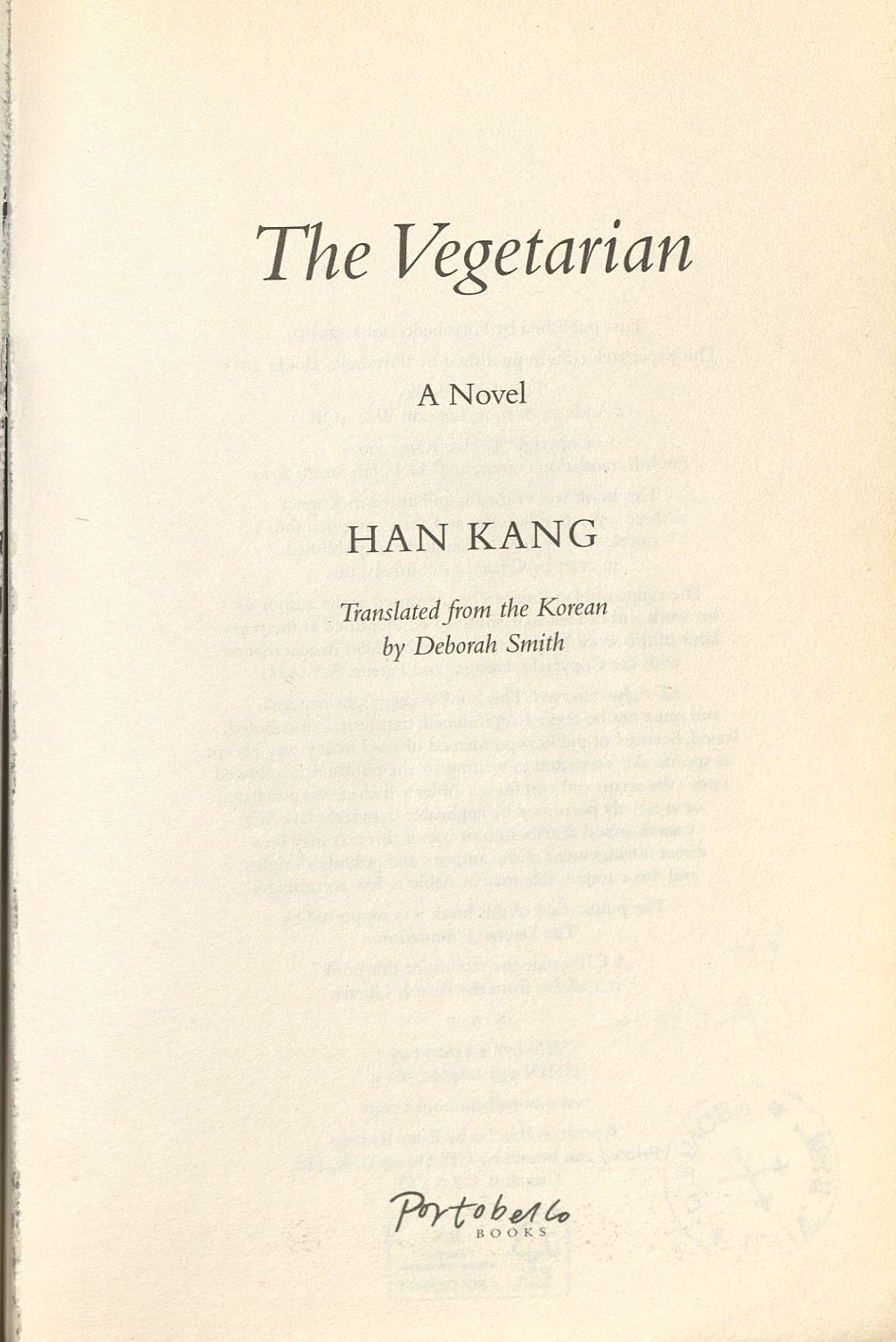
2015年1月に刊行された英語版『The Vegetarian』。

本作は英語、フランス語、ドイツ語、日本語など23カ国語に翻訳され、世界的な支持を集めた。本書に収録された「蒙古斑」（『문학과사회』2004年秋号掲載）は2005年に韓国で最高峰とされる李箱文学賞を受賞した。2015年1月、英語の翻訳『The Vegetarian』（デボラ・スミス訳）が刊行。2016年にはブッカー賞を受賞し、ハン・ガンの名前が世界に知られるきっかけとなった。なお、ハン・ガンはアジア人女性として初めてブッカー賞を受賞した作家である。
本作について小川公代は「肉食を拒むのは、暴力の世界から抜け出し、植物の世界に入っていこうとするからではないか」と評しているほか、峯岸博は「普通の専業主婦がある日、肉を食べなくなる背後に朝鮮半島に根ざす家父長制社会がある」と指摘している。他にも、藤田哲哉は以下のように評している。
また、松永美穂は以下のように評している。
なお、『菜食主義者』の日本語訳を出版したクオンの金承福は、以下のように述べている。
他にも、『日本経済新聞』の記事は「肉食を絶った妻の変貌ぶりによって、韓国社会の女性に対する抑圧と抵抗を暗示的に描き出したと評価される」と記している。